# Swojczyce
Swojczyce (niem. Schwoitsch, od 9 lutego 1937 do 1945 Güntherbrücke), niekiedy też błędnie Swojec – osiedle leżące we wschodniej części Wrocławia, w obrębie osiedla administracyjnego Strachocin-Swojczyce-Wojnów oraz dawnej dzielnicy Psie Pole. Graniczy z osiedlami Kowale (na północnym zachodzie), Zgorzelisko (na północnym wschodzie, przez Widawę), Sępolno i Bartoszowice (na południowym zachodzie, przez kanał nawigacyjny Odry) i Strachocin (na południowym wschodzie).

## Nazwa
Wieś wzmiankowana w łacińskim dokumencie z 1292 jako Swoyczce, kiedy książę Henryk V Brzuchaty przekazał palatynowi Mikołajowi z Kalisza lokując ją na prawie niemieckim. Dokumenty w następnych wiekach rejestrują nazwę wsi jako: Schwoytsch 1310, Swoyczh (1336), Swoycz (1340 i 1353), Swoychs oraz Schwoicz 1360, Swoytsch (1376), Swoicz (1425), Schwoitsch 1532, Schweitsch 1630,  Swoitz 1651.
Niemiecki językoznawca Paul Hefftner w swojej pracy o nazwach miejscowości ziemi wrocławskiej pt. Ursprung und Bedeutung der Ortsnamen im Stadt und Landkreise Breslau wywodził nazwę z języka polskiego. Według niego pochodzi ona od polskiego zaimka "swój" lub imienia Swojan - "vom Pn Swoj, Swojan (1331 Swoysho) zum altslawische Pronomen poss. svoj, polnische gleichlauted swoj (...)".

## Historia
W połowie XIV wieku w księdze ziemskiej księstwa wrocławskiego zapisano, że wieś miała swojego sołtysa, była w niej karczma, a jej ziemie miały powierzchnię 48 łanów, w tym 8 folwarcznych, dwa należały do proboszcza kościoła św. Jacka, a na resztę składały się lasy, łąki i opodatkowane grunty uprawne. Była w 1360 własnością wdowy po Hynku (Henryku?) z Psiego Pola - Klary, która później przekazała wieś na własność nieznanego z imienia wrocławskiego mieszczanina, zachowując sobie folwark i pastwiska dla owiec. W 1376 wieś przejął szpital Bożego Ciała we Wrocławiu. Następny zapis kronik potwierdza, że niejaki Paweł z Kowal przekazał miastu las dębowy, znajdujący się w Swojczycach. W 1536 w wielkim pożarze wsi spłonął m.in. kościół św. Jacka;  w 1537 postawiono nowy, na nowym miejscu na pagórku (co zabezpieczało go przed skutkami częstych w tym rejonie powodzi) przy dzisiejszej ul. Miłoszyckiej. Kościół ten był przebudowywany w 1630, w 1710 dobudowano wieżę zegarową z dwoma dzwonami, która zawaliła się w 1889, by już w 1890 zostać odbudowana i wyposażona w nowe dzwony. Kościół służył w latach 1530–1654 i 1707–1946 protestantom, m.in. do 1653 przebywał tu pastor Adam Regius.
Spis z 1795 wspomina o 287 mieszkańcach wsi zamieszkałych w 44 domach; utrzymywali się oni - oprócz rolnictwa - z rzemiosła (mieszkał tu tkacz, kowal i rzeźnik), była karczma, dwie szkoły i plebania. Pół wieku później mieszkańców było 523, w tym 10 rzemieślników i kramarz; hodowano tu 1370 owiec. W tym czasie wieś, do której należała osada Wojnów, wciąż jeszcze była własnością szpitala Bożego Ciała. W 1891 Uniwersytet Wrocławski uruchomił tu swoją Rolniczą Stację Doświadczalną, do dziś funkcjonującą pod nazwą Rolniczy Zakład Doświadczalny Swojec, choć prowadzoną przez inną uczelnię - Uniwersytet Przyrodniczy we Wrocławiu.
W latach 1912–1917, w ramach regulacji systemu wodnego Wrocławia, przekopano Kanał Nawigacyjny i równoległy doń Kanał Powodziowy, oddzielający Swojczyce od Sępolna i Bartoszowic; kanały te łączą Bartoszowice z Karłowicami. Przez kanały te w 1914–1918 przerzucono czteroprzęsłowy most nazwany Güntherbrücke (później Most Swojczycki, przemianowany na Chrobrego) - jedno przęsło nad Kanałem Nawigacyjnym i trzy nad Powodziowym. 1 kwietnia 1922 przez Swojczyce przeprowadzono linię kolejową w kierunku Jelcza i dalej do Opola. Przez wiele lat wyłączona ruchu pasażerskiego, ale od 2017 roku przystanek pasażerski Wrocław-Swojczyce znów jest wykorzystywany na potrzeby kolei podmiejskiej. W 1928 osiedle włączono w granice administracyjne Wrocławia, wraz z Sępolnem, Bartoszowicami i Biskupinem.
Oblężenie Festung Breslau, pomimo spodziewanego przez Niemców natarcia Rosjan z kierunku wschodniego, nie spowodowało znaczniejszych szkód w osiedlu. Od marca do maja 1945 linia frontu ustabilizowała się na linii rzeki Widawy i nie dochodziło tutaj do poważniejszych starć. Znaczniejsze uszkodzenia zanotowano jedynie w zabudowaniach kościoła. Po wojnie osiedle, jako niezbyt zniszczone stosunkowo szybko zaczęło funkcjonować w warunkach pokojowych. Tutejsza szkoła podstawowa (dziś już zlikwidowana) należała do pierwszych uruchomionych we Wrocławiu, dlatego nosiła numer siódmy. Jej organizatorem i pierwszym kierownikiem był warszawski nauczyciel Tadeusz Nowak, wywieziony z rodziną na roboty przymusowe do uniwersyteckiej placówki badawczej na Swojczycach. W latach sześćdziesiątych uruchomiono w osiedlu wodociągi. Spis statystyczny z 1970 wykazał 1055 mieszkańców (533 mężczyzn i chłopców, 522 kobiet i dziewcząt) zamieszkałych w 79 budynkach mieszkalnych i 67 gospodarstw rolnych. 148 osób utrzymywało się z rolnictwa, hodowano tu wówczas 92 krowy, 67 świń, 32 konie i 4 owce. W czasie powodzi tysiąclecia w lipcu 1997 znaczna część osiedla na kilka dni znalazła się pod wodą.

## Zabytki
Do wojewódzkiego rejestru zabytków wpisany jest:
- kościół ewangelicki, obecnie rzym.kat. pw. św. Jacka, szachulcowo-murowany, ul. Miłoszycka 20a, z XVI-XVII w.

## Osiedle dziś
Część Swojczyc przeznaczona jest pod zabudowę przemysłową. Są to okolice pomiędzy Kanałem Nawigacyjnym a torami kolejowymi na zachód od stacji, znane też jako Popiele. Znajduje się tu m.in. baza i magazyny produktów naftowych Orlenu, Zakłady Monopolowe, Zakłady Chemii Nieorganicznej, montownia autobusów i ciężarówek Volvo i inne. Przez wiele lat działały tu niegdyś zakłady Instal, zajmujące się do lat osiemdziesiątych produkcją na potrzeby budowy sieci grzewczej we Wrocławiu, przez kilka lat w części tego zlikwidowanego zakładu znajdowała się drukarnia wrocławskiego dziennika "Słowo Polskie".